# Izabela Francuska, kraljica Engleske
Izabela Francuska, Isabelle de Valois, "žena-vuk" (1292. – 22. kolovoza 1358.) je bila supruga kralja Engleske Edvarda II.
Dugoočekivana kćer francuskog kralja Filipa IV. zaručuje se za engleskog prijestolonasljednika Edvarda II. nedugo po svom rođenju. Osnovni razlog za veselje zbog njenog rođenja na francuskom dvoru bilo je upravo to već unaprijed dogovoreno vjenčanje. Kako su tadašnji engleski i francuski kralj imali velika teritorijalno sporna pitanja oni su ih nastojali uvijek riješiti uz pomoć kraljevskih vjenčanja i miraza. 
Prvo takvo vjenčanje je bilo ono između francuske princeze Margarete koja je imala samo 17 godina i 60-godišnjeg Edvarda I. To vjenčanje dogodilo se još 1299. godine, nakon čega se čekalo još manje od devet godina da bi došlo do vjenčanja Izabele stare 12 godina s novim engleskim kraljem Edvardom II. starijim 27 godina.
Iako je tijekom braka rođeno 4 djece, on nije bio sretan. Problem koji Izabela nikada ne oprašta mužu su njegove javno iskazane homoseksualne sklonosti (Piers Gaveston, Hugo Despenser mlađi). O tome je li stvarni razlog za njenu pobunu protiv muža bilo Edvardovo uzdizanje svojih ljubimaca iznad žene ili Izabela koja je našla ljubavnika s kojim se nije mogla družiti danas se više ne može utvrditi.
Godine 1325. Izabela i Roger Mortimer Wigmorski koji joj je bio ljubavnik dižu uz pomoć Izabelinog brata, francuskog kralja Karla X., bunu protiv Edvarda II. U trenutku kada se njena plaćenička vojska iskrcava u Engleskoj 21. rujna 1326. godine nitko ne želi braniti nesposobnog kralja. Formalno svrgavanje kralja se izvršava 25. siječnja 1327. u trenutku krunjenja Edvard III. za kralja Engleske. Državnu vlast tada preuzimaju Izabela i Mortimer kao regenti maloljetnog kralja. U tom svojstvu oni naređuju pogubljenje zatvorenog Edvarda II.   
Taj događaj njen sin nikad nije oprostio svojoj majci. U trenutku sticanja punoljetnosti Edvard III. naređuje pogubljenje Mortimera radi pobune protiv kralja Edvarda II., dok je Izabela sinovom odlukom osuđena na život u samostanu.
Bez obzira na presudu Izabeli je bilo dopušteno posjećivati dvor, tako da je u 14. stoljeću doživjela rijetko zadovoljstvo da ugleda svoju praunuku prije vlastite smrti 22. kolovoza 1358.
Od sve djece kralja Filip IV. ona je posljednja vladala, iako ne Francuskom i ne kao kraljica nego regentica. Njen sin Edvard III. će koristeći se svojim predcima po Isabelinoj strani započeti stogodišnji rat smatrajući da ima pravo na francusku krunu kao jedini unuk Filipa IV.

## Vanjske poveznice
- Ozloglašene princeze/Philippe Delorme; prijevod s francuskoga Mihaela Vekarić., Zagreb: Naklada Ljevak, 2007.